# Alain Tanner

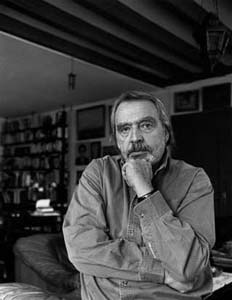
Alain Tanner en 1993, por Erling Mandelmann.

Alain Tanner (Ginebra, 6 de diciembre de 1929-11 de septiembre de 2022) fue un director de cine suizo.

## Biografía
Estudió ciencias económicas. Con Claude Goretta fundó en 1951 el cine club universitario de Ginebra. A los veintitrés años se enroló por dos años en la marina mercante. El período 1955-1958 fue decisivo para su futuro: estuvo en Londres, se apasionó por el cine y trabajó en el British Film Institute, llegando a ser ayudante de producción. En 1957 hizo su primer filme con Claude Goretta, Nice Time (Picadilly la nuit), que obtuvo el premio de cine experimental del Festival de Niza (1957).
Tras regresar a su país, fue director en la Télévision Suisse Romande, donde hizo varios documentales. En 1962, fundó la Asociación Suiza de realizadores. Pero la fecha clave para el lanzamiento colectivo fue la constitución del Groupe 5 —Michel Soutter, Claude Goretta, Jean-Louis Roy y Jean-Jacques Lagrange—, con el que van a promover el Joven Cine Suizo.
En los setenta fue conocido internacionalmente: Carlos, vivo o muerto(1969), La salamandra (1971, con Bulle Ogier), Vuelta de África (1972), El medio del mundo (1974) y  Jonas qui aura 25 ans en l'an 2000. Es un cine a contracorriente, crítico con la sociedad suiza, y a veces desesperado ante la inmovilidad que percibe a su alrededor. Ciertos postulados suyos se consideran próximos a los de la Nouvelle vague francesa, pero asimismo al cine joven británico. Myriam Mézières ha sido su actriz favorita y ha trabajado, entre otros, con Francisco Rabal y Ángela Molina.

### Filmografía
- Paul s'en va (2004)
- Fleurs de sang (Flores de sangre) (2002)
- Jonas et Lila, à demain (Jonás y Lila) (1999)
- Réquiem (1998)
- Fourbi (1996)
- Les Hommes du port (1995)
- Le Journal de Lady M (El diario de Lady M.) (1993)
- L'Homme qui a perdu son ombre (El hombre que perdió su sombra) (1991)
- La Femme de Rose Hill (1989)
- La Vallée fantôme (1987)
- Une flamme dans mon coeur (1987)
- No Man's Land (Tierra de nadie) (1985)
- Dans la ville blanche (En la ciudad blanca) (1983)
- Les Années lumière (1981)
- Messidor (1979)
- Temps mort (1977) (mediometraje)
- Jonas qui aura 25 ans en l'an 2000 (Jonás, que cumplirá 25 años en el año 2000) (1976)
- Le Milieu du monde (El centro del mundo)  (1974)
- Le Retour d'Afrique (Vuelta de África) (1972)
- La Salamandre (La salamandra) (1971)
- Charles mort ou vif (Carlos, vivo o muerto) (1969)
- Docteur B., médecin de campagne (1968) (mediometraje)
- Une ville à Chandigarh (1966) (mediometraje)
- Les Apprentis (1964)
- L'École (1962) (cortometraje)
- Ramuz, passage d'un poète (1961) (cortometraje)
- Piccadilly la nuit (Nice Time) (1957) (cortometraje realizado con Claude Goretta)

## Premios y reconocimientos
Festival Internacional de Cine de Cannes
| Año  | Categoría              | Película           | Resultado |
| ---- | ---------------------- | ------------------ | --------- |
| 1981 | Gran Premio del Jurado | Les Années lumière | Ganador   |

Festival Internacional de Cine de Venecia
| Año  | Categoría                             | Película                  | Resultado |
| ---- | ------------------------------------- | ------------------------- | --------- |
| 1957 | Mejor cortometraje - mención especial | Ramuz, passage d'un poète | Ganador   |